# Etmopterus pycnolepis
Etmopterus pycnolepis är en hajart som beskrevs av Kotlyar 1990. Etmopterus pycnolepis ingår i släktet Etmopterus och familjen lanternhajar. IUCN kategoriserar arten globalt som otillräckligt studerad. Inga underarter finns listade i Catalogue of Life.